# Villa R
Villa R – ou Maison au bord du chemin – est un tableau réalisé par le peintre Paul Klee en 1919. Cette huile sur carton est un paysage représentant une maison au bord d'un chemin dominé par une lettre « R » verte. Elle est conservée au Kunstmuseum, à Bâle.

## Description
Peinte dans un style abstrait, l'œuvre représente une villa blanche située à côté d'une route rouge qui s'enfonce dans les montagnes. Une pleine lune brille au-dessus de l'horizon. Au premier plan se trouve une grande lettre majuscule R qui semble faire partie du paysage. La route rouge forme une diagonale à travers le tableau et une rangée de formes vertes, dont la lettre R verte, forme une deuxième diagonale qui se croise. La villa est placée à l'intersection.
La signification de la lettre R n'est pas révélée dans le titre du tableau, mais on pense qu'elle signifie Rosa. Klee avait vu la Villa Rosa au début des années 1900 lors de ses voyages en Italie, accompagné du journal de voyage Voyage en Italie de Goethe.

## Historique
En 1939, le tableau a été confisqué par les nazis dans une galerie d'art de Francfort-sur-le-Main en tant qu'"art dégénéré" et envoyé avec d'autres œuvres confisquées à une vente aux enchères à la galerie Fischer de Lucerne, en Suisse. C'est là qu'il a été vendu à son propriétaire actuel, le Kunstmuseum de Bâle.

## Postérité
Le tableau fait partie des « 105 œuvres décisives de la peinture occidentale » constituant le musée imaginaire de Michel Butor.